# Teofil Simchowicz

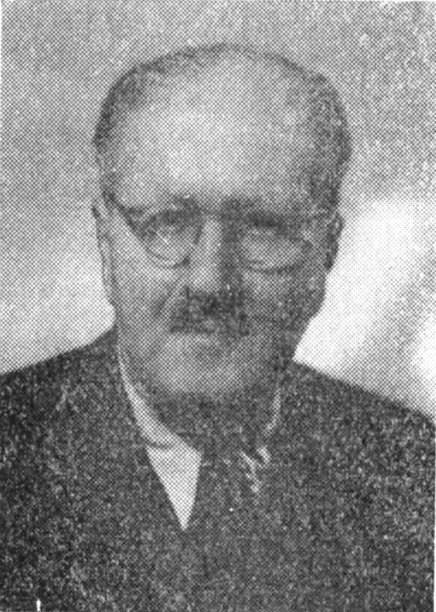
Teofil Simchowicz

Teofil Dawid Simchowicz (hebr. שמחוביץ דוד טוביה, ur. 8 czerwca 1879 w Ciechanowcu, zm. 31 grudnia 1957 w Tel Awiwie) – polski i izraelski lekarz neurolog i neuropatolog, pionier polskiej neuropatologii. Wprowadził do medycyny termin blaszek starczych, opisał zwyrodnienie ziarnisto-wodniczkowe i objaw nosowo-podbródkowy (znany również jako objaw Simchowicza).

## Życiorys
Syn Leopolda (zm. 1931) i Reginy z domu Rosenblum (zm. 1938). Urodził się 8 czerwca 1879 roku w Ciechanowcu (w niektórych źródłach jako miejsce urodzenia podawany jest Ciechanów). W 1894 roku ukończył I Progimnazjum warszawskie. W 1898 roku zdał maturę w VI Gimnazjum w Warszawie, po czym podjął studia medyczne na Wydziale Lekarskim Cesarskiego Uniwersytetu Warszawskiego. 24 listopada 1905 roku otrzymał dyplom lekarza. W 1904 roku rozpoczął pracę jako wolontariusz w Szpitalu Starozakonnych na Czystem w Warszawie, gdzie do 1911 roku był starszym asystentem na Oddziale Neurologicznym u Edwarda Flataua.
W 1907 po śmierci dziadka odziedziczył pewną sumę pieniędzy, którą przeznaczył na dalsze kształcenie za granicą. Od 1907 do 1910 uzupełniał studia w laboratorium anatomopatologicznym Kliniki Psychiatrycznej Emila Kraepelina w Monachium, pracując pod kierunkiem Aloisa Alzheimera. Odrzucił propozycję profesury w Stanach Zjednoczonych i powrócił do kraju. Po powrocie do Warszawy został starszym asystentem w prowadzonej przez Flataua Pracowni Neurologiczno-Biologicznej przy Warszawskim Towarzystwie Psychologicznym (potem pracownia została przekazana Towarzystwu Naukowemu Warszawskiemu).
W latach 1919–1921 Simchowicz służył w Wojsku Polskim w 1. Batalionie Sanitarnym w randze kapitana-lekarza.
Od 1932 roku pełnił obowiązki dyrektora Warszawskiego Instytutu Neurobiologicznego im. E. Flataua, mieszczącego się w budynku przy ul. Puławskiej 41. Jego współpracownikami byli wtedy Eufemiusz Herman, Bronisław Karbowski, Jerzy Melzak, Natan Mesz, Jakub Pinczewski, Jakub Mackiewicz, Zygmunt Szymanowski i Natalia Zylberlast-Zand.
Kierował Przychodnią Żydowskiego Towarzystwa Dobroczynności „Pomoc Lekarska”, miał praktykę prywatną, wspólnie z Rubinem, Fejginem i Meszem prowadził Zakład Rozpoznawczo-Leczniczy przy Al. Jerozolimskich 41. Był członkiem sekcji neurologiczno-psychiatrycznej Towarzystwa Lekarskiego Warszawskiego i członkiem Warszawsko-Białostockiej Izby Lekarskiej. Współwydawca i jeden z redaktorów czasopisma „Neurologia Polska”. W 1923 roku był jednym z założycieli Zrzeszenia Lekarzy Rzeczypospolitej Polskiej. Należał do Polskiego Towarzystwa Neurologicznego, Polskiego Towarzystwa Psychologicznego i Polskiego Towarzystwa Psychiatrycznego. Był wiceprezesem Stowarzyszenia Pomoc Ubogim Chorym – Ezras Chojlim Anyim.
Jego żona Tauba Chaja urodziła się w 1883 roku w Warszawie jako córka Naftala Mendelsburga. Rodzina Mendelsburgów mieszkała przy ul. Wspólnej. Tauba Mendelsburg uczyła się w gimnazjum w Warszawie, następnie studiowała w Warszawie, Brnie, Zurychu i Berlinie, gdzie w 1912 otrzymała tytuł doktora nauk medycznych. W 1912 roku Teofil i Tauba byli już małżeństwem. Simchowiczowa pracowała w Warszawie jako pediatra, kierowała Stacją Opieki nad Matką i Dzieckiem. Małżeństwo Simchowiczów było bezdzietne. Mieszkali pod adresem ul. Złota 27.
W 1940 roku Simchowicz przedostał się do Palestyny, gdzie uczestniczył w życiu środowiska lekarskiego i polskich uchodźców. W lutym 1944 otrzymał prawo wykonywania zawodu na terenie Palestyny. Pracował w klinice neurologiczno-psychiatrycznej Kupat Holim z Kurtem Löwensteinem i Juliusem Zelermeyerem.
Od 1949 roku dotknięty był chorobą Parkinsona. Zmarł w ostatnim dniu grudnia 1957 roku w Szpitalu Hadassa w Tel-Awiwie. Pochowany jest razem z żoną na Cmentarzu Kirjat Sza’ul.
Eufemiusz Herman wspominał go następująco:

„Niezwykle sympatyczny, skromny, spokojny, nad wyraz koleżeński, umiał zjednać sobie wielki mir zarówno wśród kolegów, jak i chorych. Cieszył się olbrzymim powodzeniem w praktyce lekarskiej. Był wielkim przyjacielem i oddanym współpracownikiem Edwarda Flataua. Należał do tej wielkiej grupy lekarzy, którzy w okresie rozbiorów Polski, jak i w okresie międzywojennym, nie obdarzeni żadnymi tytułami naukowymi, niezmordowanie ku chlubie nauki polskiej pracowali”.

Teofil Simchowicz był przyjacielem i lekarzem Leo Lipskiego, który nadał jego cechy doktorowi Siegbertowi z mikropowieści Piotruś. Leczyła się u niego Klara Mirska. Zbierał obrazy, w jego kolekcji znajdywały się dzieła m.in. Natana Korzenia, Benciona Cukiermana i Maurycego Gottlieba.

## Dorobek naukowy
Opublikował około 20 artykułów naukowych w języku polskim, francuskim, niemieckim i hebrajskim. Pracując w Monachium u Alzheimera, zajmował się otępieniem starczym. W opublikowanej w 1911 roku pracy Histologische Studien über die senile Demenz opisał wyniki swoich badań neuropatologicznych, przeprowadzonych na preparatach 108 mózgowi ludzkich i mózgowi zwierzęcych. Simchowicz uznał za charakterystyczną cechę choroby blaszki starcze (plaques seniles, termin wprowadzony do literatury medycznej przez Simchowicza) w korze mózgowej. Pisał: „Przypadki, w których nie znajdujemy zupełnie blaszek starczych należą do innych postaci chorobowych, różniących się klinicznie i anatomicznie od otępienia starczego”. Monografia, wydana po polsku w 1913 roku pod tytułem Badania nad anatomią patologiczną otępienia starczego została nagrodzona w konkursie imienia Romualda Pląskowskiego. Była to pierwsza polska praca na temat etiologii otępienia. Oprócz blaszek starczych, opisał także tzw. zwyrodnienie ziarnisto-wodniczkowe, rodzaj zmiany patologicznej o niejasnym znaczeniu (określane czasem jako zwyrodnienie ziarnisto-wodniczkowe Simchowicza). Opisał objaw nosowo-podbródkowy (objaw Simchowicza) należący do grupy objawów deliberacyjnych.

## Lista prac
- Histologische Studien über die senile Demenz. W: Nissl F., Alzheimer A. (Hrsg). Histologische und histopathologische Arbeiten ueber die Grosshirnrinde mit besonderer Berucksichtigung der pathologischen Anatomie der Geistekrankheiten. Jena: Fischer, 1911 s. 267–444
- Badania nad anatomią patologiczną otępienia starczego. Pamiętnik Towarzystwa Lekarskiego Warszawskiego 108 (3, 4), s. 171–218, 307–336, 1912; Pamiętnik Towarzystwa Lekarskiego Warszawskiego 109 (1–2, 3), s. 16-96, s. 240–285, 1913
- Badania nad anatomią patologiczną otępienia starczego (z 8 tablicami i 17 rysunkami w tekście). Warszawa: Druk K. Kowalewskiego, 1913
- O chorobie Alzheimera i stosunku jej do otępienia starczego. Gazeta Lekarska 48 (40, 41), s. 1009–1014, 1047–1053, 1913
- La Maladie d’Alzheimer et son Rapport avec la Démence Sénile. L’Encéphale 9 (1), s. 218–231, 1914
- O zmianach histologicznych w układzie nerwowym w doświadczalnie wywołanym zatruciu tyroidynowem (thyreo-toxicosis). Pamiętnik Towarzystwa Lekarskiego Warszawskiego 111 (3–4), s. 93–134, 1915
- Histologische Veränderungen im Nervensystem bei experimenteller Thyreotoxikose, „Zeitschrift für die gesamte Neurologie und Psychiatrie”, 31 (1), 1916, s. 275–302, DOI: 10.1007/BF02910658.
- O formule starczej kory mózgowej. Gazeta Lekarska 53 (24), s. 281–282, 1919
- O wyczerpalności odruchów ścięgnistych i o odruchach rzekomo klonicznych w chorobach zakaźnych. Gazeta Lekarska 53 (6), s. 61–63, 1919
- O odruchu nosowo-ocznym i nosowo-podbródkowym. Polska Gazeta Lekarska 1 (39), ss. 750–753, 1922
- Drętwica karku jako późny objaw posocznicy meningokokowej. Neurologja Polska 6, s. 369–382, 1922
- Über den Nasenaugenreflex und den Nasenkinnreflex, „Deutsche Zeitschrift für Nervenheilkunde”, 75 (6), 1922, s. 342–355, DOI: 10.1007/BF02549982.
- La méningite cérébro-spinale comme état tardif de septicémie méningococcique. Revue Neurologique 2, s. 226–230, 1923
- O posocznicy meningokokowej. Warszawskie Czasopismo Lekarskie 1, 4, s. 125–128, 1924
- Sur la signification des plaques séniles et sur la formule sénile de l'écorce cérébrale. Revue Neurologique 31, s. 221–227, 1924
- Bregman L., Simchowicz T. Zapalenie ropne opon mózgowych we wczesnym okresie ropnia mózgowego. Polska Gazeta Lekarska 5 (3-4), s. 50–51, 1926
- Herman E., Simchowicz T. Przypadek guza mózgu z prawdopodobnym umiejscowieniem w lewym ciele prążkowanym. Warszawskie Czasopismo lekarskie 4 (14, 15), s. 478–479, 506–508, 1927
- Herman E., Simchowicz T. Tumeur cérébrale avec localisation probable dans le corps strié gauche. Revue Neurologique 1, s. 547, 1927
- Simchowicz, Wolff. Un cas d′encéphalite épidémique à forme polynévritique. Revue Neurologique 2, s. 371–372, 1928
- Démonstration d′un cas de tumeur cérébelleuse et de ses radiographies, où le lipiodol a été injecté au sein de la tumeur du vivant du malade. Revue Neurologique 2, s. 485-486, 1928
- Nowotwór móżdżku. Neurologia Polska 12, s. 138, 1929
- „Przyczynek do anatomji patologicznej nagminnego zapalenia mózgu”. W: Księga Jubileuszowa Edwarda Flataua. Warszawa, 1929 s. 845–853
- O postaci współczulnej choroby Redlich′a-Flataua (meningo-encephalitis disseminata epidemica). Neurologia Polska 15, s. 280–288, 1932
- B. p. Edward Flatau (1869–1932). Rocznik Towarzystwa Naukowego Warszawskiego 25, s. 185–191, 1932
- Edward Flatau. Schweizer Archiv für Neurologie und Psychiatrie 31, s. 165–168, 1933
- B. p. Samuel Goldflam (1852-1932). Rocznik Towarzystwa Naukowego Warszawskiego 26, s. 115–117, 1933
- Simchowicz T., Kenigsberg L. Un cas de parkinsonisme et cushingisme postencéphaliques. Revue Neurologique 66, s. 639–640, 1936
- Edward Flatau jako anatom i anatom-patolog. Warszawskie Czasopismo Lekarskie 14 (21–22), s. 404–406, 1937
- Przypadek astenii i arefleksji przysennej z wodogłowiem. Neurologia Polska 22, s. 243–245, 1939
- O sposobach wywoływania słabych lub ukrytych odruchów. Czasopismo Lekarskie Lekarzy Polskich na Wschodzie Nr 1, s. 13–17, 1942
- O objawach ponapadowych w padaczce. Lekarz Polski na Wschodzie, 1943?
- Kilka uwag o pracy prof. Dr. A. Laskiewicza „O głuchocie L. van Beethovena”. Lekarz Polski na Wschodzie nr 6/7, s. 271–272, 1943
- Lebaajat hatofaot szeleahar hetkejfirn epileptimm/ A Contribution to the Question of Postparoxysmal Symptoms with Epilepsy. Harefuah 28 (5), s. 95–97, 1945